# Cuvier (Jura)
Cuvier és un municipi francès situat al departament del Jura i a la regió de Borgonya - Franc Comtat. L'any 2007 tenia 215 habitants.

## Demografia

### Població
El 2007 la població de fet de Cuvier era de 215 persones. Hi havia 83 famílies de les quals 21 eren unipersonals (13 homes vivint sols i 8 dones vivint soles), 25 parelles sense fills, 33 parelles amb fills i 4 famílies monoparentals amb fills.
La població ha evolucionat segons el següent gràfic:
Habitants censats

### Habitatges
El 2007 hi havia 105 habitatges, 89 eren l'habitatge principal de la família, 9 eren segones residències i 7 estaven desocupats. 88 eren cases i 17 eren apartaments. Dels 89 habitatges principals, 66 estaven ocupats pels seus propietaris, 16 estaven llogats i ocupats pels llogaters i 7 estaven cedits a títol gratuït; 1 tenia una cambra, 4 en tenien dues, 11 en tenien tres, 17 en tenien quatre i 55 en tenien cinc o més. 75 habitatges disposaven pel capbaix d'una plaça de pàrquing. A 33 habitatges hi havia un automòbil i a 42 n'hi havia dos o més.

### Piràmide de població
La piràmide de població per edats i sexe el 2009 era:
| Homes | Edats   | Dones |
| ----- | ------- | ----- |
| 0     | 95 o +  | 0     |
| 0     | 90 a 94 | 0     |
| 0     | 85 a 89 | 8     |
| 4     | 80 a 84 | 0     |
| 0     | 75 a 79 | 0     |
| 8     | 70 a 74 | 4     |
| 0     | 65 a 69 | 4     |
| 12    | 60 a 64 | 8     |
| 4     | 55 a 59 | 4     |
| 0     | 50 a 54 | 8     |
| 16    | 45 a 49 | 8     |
| 0     | 40 a 44 | 4     |
| 4     | 35 a 39 | 4     |
| 4     | 30 a 34 | 8     |
| 8     | 25 a 29 | 0     |
| 8     | 20 a 24 | 8     |
| 0     | 15 a 19 | 12    |
| 8     | 10 a 14 | 4     |
| 0     | 5 a 9   | 8     |
| 0     | 0 a 4   | 8     |

## Economia
El 2007 la població en edat de treballar era de 126 persones, 96 eren actives i 30 eren inactives. De les 96 persones actives 91 estaven ocupades (50 homes i 41 dones) i 5 estaven aturades (2 homes i 3 dones). De les 30 persones inactives 13 estaven jubilades, 8 estaven estudiant i 9 estaven classificades com a «altres inactius».

### Ingressos
El 2009 a Cuvier hi havia 86 unitats fiscals que integraven 217 persones, la mediana anual d'ingressos fiscals per persona era de 16.492 €.

### Activitats econòmiques
Dels 7 establiments que hi havia el 2007, 2 eren d'empreses alimentàries, 3 d'empreses de construcció i 2 d'empreses de serveis.
Dels 3 establiments de servei als particulars que hi havia el 2009, 1 era un guixaire pintor, 1 lampisteria i 1 electricista.
L'any 2000 a Cuvier hi havia 6 explotacions agrícoles que ocupaven un total de 402 hectàrees.

## Poblacions més properes
El següent diagrama mostra les poblacions més properes.